# Janetaescincus veseyfitzgeraldi
Janetaescincus veseyfitzgeraldi é uma espécie de réptil escamado da família Scincidae.
Apenas pode ser encontrada nas Seychelles.
Os seus habitats naturais são: florestas subtropicais ou tropicais húmidas de baixa altitude.
Está ameaçada por perda de habitat.